# Danny Greene

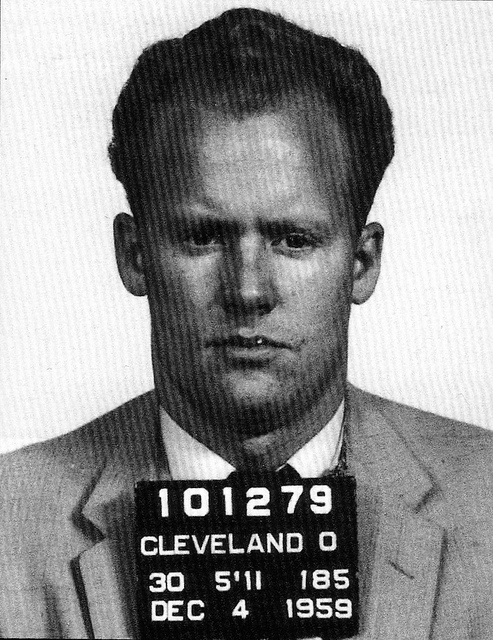
Danny Greene (1959)

Daniel „Danny“ Patrick Greene (* 14. November 1933 in Cleveland, Ohio; † 6. Oktober 1977 ebenda; Pseudonym: The Irishman) war ein irisch-amerikanischer Mobster.

## Kindheit und Jugend
Greene wurde am 14. November 1933 im St. Ann’s Hospital in Cleveland geboren. Sein Vater John Henry Greene sowie seine Mutter Irene Cecilia (ehemalige Fallon; die Eltern heirateten fünf Tage vor der Geburt ihres Erstgeborenen) waren irische Immigranten. Jedoch verschlechterte sich der Gesundheitszustand von Irene nach der Geburt sichtbar und sie verstarb drei Tage nach der Geburt von Daniel, offiziell an den Folgen eines erweiterten Herzens. Erst nach der Beerdigung erhielt das Neugeborene (bis dahin nur als „Baby Greene“ bekannt) auch seinen Namen in Anlehnung an den Großvater väterlicherseits. Aufgrund der Tragödie um seine Frau suchte John Greene Trost im Alkohol. Daniel Greene wurde nur wenig später in ein Waisenheim gebracht (Parmadale Catholic Orphanage).
Mit sechs Jahren kehrte Greene dann zu seinem Vater zurück, der inzwischen mit einer Krankenschwester neu verheiratet war. Jedoch entstanden immer wieder Konflikte mit seiner Stiefmutter und so wurde er später im Haus seines alleinstehenden Großvaters untergebracht, welches sich im Clevelander Stadtteil Collinwood befand. Aufgrund eines Jobs in der Druckerfabrik (für die Clevelander Tageszeitung The Plain Dealer) konnte sich jedoch der Großvater nur bedingt um seinen Enkel kümmern, was dazu führte, dass dieser sich schon zeitig auf den Straßen der Nachbarschaft umhertrieb und dort bereits Bekanntschaft mit Gruppierungen machte, welche hauptsächlich aus Italienern und Slowenen bestanden, die oft irischstämmige Kinder attackierten. Bereits in seiner Jugendzeit geriet er immer wieder in den Konflikt mit Autoritäten z. B. in der Grundschule (Saint Jerome’s Catholic School) oder bei den Boy Scouts (wo er nach drei Wochen bereits wieder wegen mangelnder Disziplin „rausgeworfen“ wurde). Trotz allem fiel er aufgrund seiner sportlichen Aktivität auch positiv auf. In Saint Jerome’s glänzte er vor allem in Baseball und war ein hervorragender Basketballspieler (so ließen ihn die Nonnen trotz seiner disziplinären Probleme und seiner schlechten Schulleistungen an den Basketballspielen teilnehmen, da er enorm wertvoll für die Mannschaft war). Auch in der Collinwood High School fiel er weiter durch seine sportlichen Leistungen auf, war aber als Einzelgänger verschrien, der ständig von italienischstämmigen Schulkameraden angegriffen wurde. Diese Zeit mag seine Antipathie gegen die Italiener geprägt haben, welche sein späteres Leben kennzeichnen sollte. Aufgrund dieser Probleme entschloss sich Dannys Großvater dazu, ihn ab der 10. Klasse an die Saint Ignatius Catholic High School zu bringen. Doch auch dort blieben die disziplinären Probleme bestehen und Greene wurde von der Schule verwiesen, woraufhin er an die Collinwood High School zurückkehrte.

## Greenes Aufstieg und Fall in der ILA
1951 verließ Danny Greene die High School und trat den US Marines bei. Dort diente er im Camp Lejeune in North Carolina. Auch hier hatte er disziplinäre Probleme, obwohl er Respekt unter seinen Kameraden für seine Boxfähigkeiten erlangte. 1953 wurde er ehrenvoll aus dem Marine Corps entlassen. Er kehrte nach Cleveland zurück, wo er bald darauf als Hafenarbeiter tätig war. Auch hier zeigte er wieder Anzeichen von Faulheit, so wurde er unter anderem einmal entlassen, als er während der Arbeit schlief. Trotz alle dem konnte er aufgrund seines Charismas Sympathien unter den Arbeitskollegen gewinnen. 1961 wurde er zum Interimspräsidenten des lokalen Ablegers der ILA (International Longshoremen’s Association) ernannt, welcher das Hafengebiet von Cleveland abdeckte. Noch im selben Jahr gelang es ihm auch in einer offiziellen Wahl legitimer Nachfolger seines Vorgängers Walter Weaver im Präsidentenamt zu werden. 1962 wurde er Bezirksvizepräsident für die Great-Lakes-Region.
In seiner Zeit als Gewerkschafter begann er nun die Disziplin zu entwickeln, an der es ihm in seiner Jugend gemangelt hatte. Er setzte sich für seine Mitarbeiter ein und nutzte sein Büro als Anlaufstelle für gewerkschaftsbezogene Projekte. Ebenso begann er in dieser Zeit damit sein irisches Erbe stolz in der Öffentlichkeit zu zeigen. Dabei strich er sein Büro in typischem Grün, benutzte grüne Schrift für die Statuten und fuhr einen Cadillac in dieser Farbe.
Um seine Forderungen für die Gewerkschaftsmitglieder durchzusetzen, versammelte er um sich eine Gruppierung von ehemaligen Boxern und Gangstern, die für ihn Stauereifirmen bedrohten und sie so zur Aufgabe zwangen. Sein neuer Status brachte ihn nun auch in die machtvollen Bereiche der kriminellen Unterwelt und er begann in berüchtigten Nachtlokalen zu verkehren. In einem davon, dem Theatrical Bar & Grille, machte er Bekanntschaft mit lokalen Mobstergrößen wie Alex „Shonder“ Birns und Frank Brancato, Mitglied der Cleveland-Familie.
Greenes steigendes Interesse am Clevelander Nachtleben sollte jedoch auch seinen Untergang in der Gewerkschaft einleiten. Seine steigenden Ausgaben zerstörten allmählich seine Reputation in der Gewerkschaft und sorgten dafür, dass eine Untersuchung durch die lokale Zeitung „The Plain Dealer“ – insbesondere durch den jungen Reporter Sam Marshall – begann. Durch Nachforschungen der Zeitung wurde offenbar, dass Greene seine Arbeiter unbezahlte Überstunden machen ließ. Stattdessen behielt Greene einen Großteil der Lohngelder für sich. Die Berichte in der Zeitung sorgten nun für eine Untersuchung durch US-amerikanische Staatsanwälte, dem FBI, dem United States Department of Labor, dem National Labor Relations Board sowie dem US-Finanzamt. Greene wurde wegen Veruntreuung und der Fälschung von Gewerkschaftsunterlagen angeklagt.
1966 wurde er daraufhin verurteilt und erhielt eine Freiheitsstrafe von fünf Jahren, welche jedoch zunächst ausgesetzt wurde, da es Greenes erstes strafrechtliches Vergehen war. Greene ging in die Berufung, welcher 1968 aufgrund eines Formfehlers stattgegeben wurde. 1970 kam es zu einem Deal; die Staatsanwaltschaft ließ die Anklage wegen Veruntreuung fallen, im Gegenzug bekannte sich Greene der Dokumentenfälschung schuldig und wurde zu einer Geldstrafe von 10.000 US-Dollar verurteilt. Zusätzlich wurde er von jeglicher Tätigkeit bei Gewerkschaften für die kommenden Jahre ausgeschlossen. Bereits vor der Anklage trat Greene von seinem Präsidentenposten zurück.

## Auseinandersetzung mit Alex Birns
Frank Brancato bestimmte Greene als Nachfolger von Joseph Messina. Für die Cleveland Solid Waste Trade Guild sollte er neue Mitglieder werben. Damit wurde er zu einer Hintergrundfigur in der Abfallwirtschaft und den dort verbreiteten illegalen Aktivitäten.
Zur gleichen Zeit intensivierte Greene jedoch auch seine Kontakte zu Alex „Shonder“ Birns. Dieser führte Greene in weitere illegale Einnahmequellen (engl. Rackets) des organisierten Verbrechens ein, insbesondere in seine Erfahrungen als Kredithai und bei der Lotterie (engl. Numbers-racket).
Besonders bei der Lotterie hatte Birns die führende Stellung in Cleveland inne. Er nahm Greene als Bodyguard in seine Dienste auf. Bei einem Einsatz sollte Greene mit Hilfe einer Bombe einen Konkurrenten von Birns an eine ausstehende Schutzgeldzahlung erinnern. Aufgrund seiner Unerfahrenheit mit dem Detonator schlug jedoch der Anschlag fehl und die Bombe explodierte in Greenes Wagen. Nur knapp entkommen, trug Greene eine chronische Schwerhörigkeit davon. In der Folgezeit begann Greene seine Obsession mit der irischen Frühgeschichte zu intensivieren, wobei ihn besonders die Philosophie und Geschichte des keltischen Kriegerkults faszinierte.
Im November 1971 geriet Greene in das Visier eines ehemaligen Freundes und Kollegen von der Cleveland Solid Waste Trade Guild, Mike „Big Mike“ Frato. Dieser verließ die Gewerkschaft, nachdem er erfuhr, dass sein Freund Greene über Mafiakontakte Personen einschleuste, um mit deren gewalttätiger Hilfe Vorteile für die Gewerkschaft zu erzielen. Frato gründete eine neue Gewerkschaft (Cuyahoga County Refuse Haulers Association), welche schon bald erfolgreich der Konkurrenz Mitglieder abwerben konnte. Ein Komplize Greenes, Art Sneperger, welcher als Sprengexperte gelegentlich für Greene Bombenanschläge durchführte, wurde von Greene im September beauftragt, eine Autobombe unter Mike Fratos Wagen zu deponieren.
Doch Sneperger führte diesen Auftrag nicht durch und informierte stattdessen Frato über den geplanten Anschlag. Einige Tage darauf wurde er von der Clevelander Polizei kontaktiert, der er detaillierte Informationen über Greenes kriminelle Geschäfte gab. Hierbei soll Sneperger Greene als Informant des FBI bezeichnet haben. (Siehe unten: Greene als FBI-Informant)
Am 31. Oktober 1971 explodierte vor dem Büro der Cuyahoga County Refuse Haulers Association der Wagen von Mike Frato. Polizisten entdeckten am Tatort eine zerfetzte Leiche – es handelte sich hierbei jedoch nicht um Frato, sondern um Art Sneperger. Dieser wurde am selben Tag (laut Aussagen seiner Freundin) von Greene zur Arbeit zitiert. In polizeilichen Untersuchungen wird vermutet, dass Sneperger von Greene an diesem Abend dazu aufgefordert wurde, einen weiteren Sprengsatz unter Fratos Wagen zu installieren. Nach erledigter Arbeit entschloss sich Greene jedoch die Sprengstärke zu erhöhen und er forderte Sneperger auf, erneut zum Wagen zu gehen. In diesem Moment nutzte Greene die Fernzündung der Bombe und tötete Sneperger. Motiv dafür waren vermutlich dessen Gespräche mit der Polizei, offiziell konnte Greene jedoch nie etwas nachgewiesen werden.
Am 26. November versuchte Frato den joggenden Greene von einem Auto aus zu erschießen. Greene schoss zurück und traf Frato am Kopf. Dieser wurde von einem Freund ins Krankenhaus gebracht, verstarb aber bereits auf der Fahrt dorthin. Zwei Tage später stellte sich Greene der Polizei, wurde aber Tage darauf freigelassen, da ihm eine gerechtfertigte Notwehr zugesprochen wurde. Nur wenige Monate später entkam Greene einem weiteren Anschlag durch einen Scharfschützen. Auch hier griff Greene zu seiner Waffe und versuchte den Attentäter zu erwischen; dieser konnte allerdings unerkannt entkommen. Schon bald darauf wurde Greene bewusst, dass Alex Birns der Hintermann dieser Attacken war.
Der Konflikt zwischen den beiden Kriminellen begann 1970, als sich Greene bei seinem früheren Mentor eine hohe Geldsumme lieh, um einen Club zu eröffnen. Als Gegenleistung verlangte Birns die Anstellung eines afroamerikanischen Drogendealers, welcher seine Geschäfte im Club abwickelte. Jedoch wurde nur wenige Tage darauf Greenes Club Ziel einer Razzia, da der Afroamerikaner bereits unter polizeilicher Beobachtung stand. Birns forderte daraufhin das geliehene Geld von Greene zurück, welcher sich jedoch weigerte.
Selbst als Birns offenlegte, dass das Geld von der US-amerikanischen Mafia gekommen war (Birns hatte Kontakte zu den Gambino- und Genovese-Familien), lehnte Greene eine Rückzahlung ab. Kurz darauf setzte Birns ein Kopfgeld von 25.000 US-Dollar auf Greene aus, was in die erwähnten Attentate und Bombenanschläge mündete. Doch je mehr Angriffe Greene überlebte, desto furchtloser wurde er. Vollkommen eingenommen von der Identifizierung mit den alten keltischen Kriegern, war er von der ewigen Reise seiner unsterblichen Seele, in der der Tod nur eine Übergang ist, überzeugt.
Am 29. März 1975 wurde Alex Birns durch eine Autobombe mit großer Sprengkraft vor der Saint Malachi Church ermordet.

## Der Konflikt mit der Mafia
La Cosa Nostra jedoch schlug kurz darauf zurück; im Mai 1975 explodierte eine Bombe in Greenes Appartement, in welchem sich Greene gerade mit seiner Freundin aufhielt. Die Explosion verletzte Greene nur leicht und während der gesamte zweite Stock des Gebäudes langsam einbrach, konnte Greene zusammen mit seiner Freundin aus der Wohnung fliehen. Untersuchungen durch die Polizei enthüllten jedoch, dass die explodierte Bombe nur ein Teil des Attentats war. Durch eine schlechte Verdrahtung zündete eine zweite Sprengvorrichtung nicht, welche aus einer Kombination von Tetrytol mit einem großen Kanister mit Benzin bestand und die gesamte Nachbarschaft verwüstet hätte. Die Absicht war es wohl, mit einem möglichen Kollateralschaden die Nachbarschaft gegen Greene aufzuhetzen, was jedoch gänzlich misslang. Vielmehr stand Collinwood geschlossen hinter dem Iren als einem der Ihrigen. Dies kultivierte Danny Greene im Großen und Ganzen. Er begann einen Teil seiner Einnahmen durch illegale Geschäfte dafür zu verwenden, hohe Trinkgelder zu hinterlassen oder die Rechnungen für altbekannte Bewohner von Collinwood zu bezahlen. So entwickelte sich die Nachbarschaft für Greene zu einem Netz von Informanten, die ihm schnell Wissenswertes erzählten, wenn verdächtige Personen oder das FBI in der Gegend Fragen stellten. Nur einen Tag nach der Explosion des Appartements begann Greene nicht weit entfernt vom Ort des Geschehens vor einem leerstehenden Gebäude zwei Trailer aufzustellen. Während einer als Wohneinheit genutzt wurde, stellte der zweite ein Büro dar und wurde als zukünftiges Zuhause des Celtic Club deklariert. Seine Furchtlosigkeit nach den Angriffen deutete er nun auch in einem Fernsehinterview an, bei dem er offen seinen Attentätern drohte.

“I didn’t run away from the explosion. Someone said they saw me running away. I walked away.”

„Ich bin nicht vor der Explosion weggerannt. Einige sagen Sie hätten mich fortrennen sehen. Ich bin gegangen.“

## Partnerschaft mit Nardi und die Cleveland-Mafia-Kriege
Kurz darauf kam Daniel Greene in den Kontakt mit John Nardi, einem lokalen Gewerkschaftsoffiziellen mit Mafiaverbindungen. Dieser hatte ebenso in letzter Zeit Probleme mit der Mafiafamilie in Cleveland gehabt und war nur knapp mehreren Anschlägen auf sein Leben entkommen. Dieser entschloss sich nun mit einem weiteren Kontrahenten der Clevelandfamilie, eben jenem Danny Greene, eine Partnerschaft einzugehen, um gemeinsam gegen die Feinde vorzugehen. Ein Vorschlag, auf den Greene sofort einging, auch mit dem Wissen, nun Zugriff zu traditionelleren Einnahmequellen zu erhalten.
In der Folgezeit begann das, was als die Cleveland-Mafia-Kriege in die Stadtgeschichte eingehen sollte. Allein 1977 gab es im Cuyahoga County 37 Bombenanschläge, davon 21 in Cleveland. Daraufhin bekam Cleveland den Spitznamen der Bombenhauptstadt von Amerika. Auch die Kommission der New Yorker Mafiafamilien war durch diese Ereignisse beunruhigt und so entschloss sich Anthony Salerno, der Boss der Genovesefamilie, zehn neue Mitglieder in die Familie einzuführen, die sich nur mit der Eliminierung des „Irishman“ und Nardis beschäftigen sollten. Schon kurz darauf erschienen die ersten Auftragskiller in Cleveland.
Erstes Opfer wurde im Mai 1977 John Nardi durch eine Autobombe. Kurz zuvor beschäftigten sich Nardi und Greene mit Planungen eines Projektes in Texas, was in Greene Überlegungen anregte, in diesen Staat zu wechseln. Dieses Unternehmen scheiterte jedoch nun mit dem Tod seines Partners. Trotzdem gab sich Greene in weiteren Interviews typisch aufsässig. Im September des gleichen Jahres gelang es ihm einen weiteren hochrangigen Capo mit einer Bombe auszuschalten, was die Mafiafamilie dazu bewog, um einen Waffenstillstand zu bitten. Greene sah darin die Chance, Zugriff zu den Mafia-kontrollierten Einnahmequellen zu erhalten. Auf einem Treffen mit den lokalen Mobgrößen sowie einem Abgesandten der Genovesefamilie wurde Greene ein Teil der Glücksspieloperationen in der West Side zugesichert, welche zuvor John Nardi besessen hatte. Greene ging auf den Deal ein.

## Greenes Tod
Jedoch war das Ganze nur eine Taktik der Mafia. Obwohl es in der folgenden Zeit zu einer merklichen Beruhigung in Cleveland kam, diente der Waffenstillstand von Anfang an nur dazu Greene in Sicherheit zu wiegen und die Hoffnung zu schüren, dass er seine Vorsicht vernachlässigen würde. Ein Team von Auftragskillern von außerhalb heftete sich unbemerkt an Greenes Fersen und beobachtete ihn die kommenden Monate. Der Durchbruch gelang ihnen, als sie es schafften, das Telefon von Greenes Freundin anzuzapfen. So erhielten sie die Information bei einem Telefonat, dass Greene aufgrund einer losen Zahnfüllung über seine Freundin einen Termin beim Zahnarzt organisierte. Am 6. Oktober 1977 begab sich Greene nachmittags zu der Zahnarztpraxis. Zuvor hatte er einen Helfer benachrichtigt, der in dieser Zeit sein Auto bewachen sollte. Dieser erhielt jedoch die Nachricht nicht rechtzeitig, da sein Pager wegen entladener Batterien nicht aktiv war. Während Greene nun seinen Termin wahrnahm, fuhr das Mafiateam mit einem Wagen vor und parkte dieses Auto neben Greenes Wagen. In ihrem Gefährt deponierten sie eine Bombe, welche mit einer Fernzündung ausgestattet war, und wechselten selbst in einen weiteren Wagen. Just in dem Moment, als Greene sein Auto aufschließen wollte, zündeten sie die Bombe und töteten Daniel Patrick „Danny, the Irishman“ Greene.

## Greene als FBI-Informant
Erst einige Jahre nach Greenes Tod wurde bekannt, dass er als verdeckter Informant für das FBI (ähnlich wie James „Whitey“ Bulger) gearbeitet hatte. Über das Ausmaß seiner Mitarbeit ist nicht viel bekannt, vermutlich gab er jedoch Informationen über Rivalen in der Unterwelt an das FBI weiter. Im Gegenzug erhielt er Informationen, die ihn über geplante Anschläge durch die Mafia, welche das Federal Bureau of Investigation durch Abhörmethoden erhielt, warnen sollten.
Greenes Einstieg als verdeckter Informant geschah vermutlich zeitgleich mit seiner lokalen ILA-Präsidentschaft. Hier wurde er vom FBI-Agenten Marty McCann angesprochen, der einen Vorfall mit einem Hafenarbeiter untersuchte. Es gelang ihm Greene als Informanten zu rekrutieren. Unklar ist, ob (und wenn, inwieweit) Greenes Kooperation mit dem FBI dafür sorgte, dass er eine relativ milde Strafe bei seiner Anklage bekam, die zu seinem Ende bei der ILA führte. (Greene zahlte beispielsweise nur einen geringen Teil der eigentlich auferlegten Geldstrafe.)

## Film
Die Biografie wurde 2011 in dem Spielfilm Bulletproof Gangster (Kill the Irishman) verarbeitet.